# Пармильё
Пармилье (фр. Parmilieu) — коммуна во Франции, находится в регионе Рона — Альпы. Департамент коммуны — Изер. Входит в состав кантона Кремьё. Округ коммуны — Ла-Тур-дю-Пен.
Код INSEE коммуны — 38295. Население коммуны на 2006 год составляло 594 человека. Населённый пункт находится на высоте от 235 до 442 метров над уровнем моря. Муниципалитет расположен на расстоянии около 410 км юго-восточнее Парижа, 45 км восточнее Лиона, 80 км севернее Гренобля. Мэр коммуны — M. Jean-Louis Martin, мандат действует на протяжении 2001—2008 гг.
Динамика населения (INSEE):